# Гоум
Гоум — вулканічний острів, а також підводний вулкан в архіпелазі Тонги (Королівство Тонга). Острів, утворений підводним вулканом, вершина якого час від часу появляється на поверхні океану під час виверження, після чого розмивається хвилями. Це в південній частині Тихого океану, на південь від острова Лате і на південний захід від Вавау вздовж вулканічної дуги Тофуа в Тонга.

## Географія
Острів з'являвся в результаті і більш ранніх вивержень. Він тимчасово піднімався над поверхнею океану під час вивержень, що утворювали острови в 1852, 1857, 1984 і 2006 роках. У періоди між виверженнями вершина вулкана знаходиться під водою на глибині від 3 до 10 м від поверхні океану.
Після того, як 8 серпня 2006 року почалося виверження вулкана, Гоум перетворився на острів; це виверження також викинуло у води Тонга велику кількість плаваючої пемзи, яка прокотилася до Фіджі приблизно за 350 км на захід від нового острова. У жовтні 2006 року він досяг майже такого ж розміру, як і в 1984 році, коли був приблизно 0,5 × 1,5 км. Вперше острів побачив екіпаж яхти, який зафіксував його появу у своєму блозі. Виверження утворили великі плоти пемзи, які дрейфували на північний схід від нового острова. Плоти з пемзи та новий острів були зняті супутником Аква у серпні 2006 року. Зображення також показали кілька невеликих гарячих кратерних озер на новоутвореному острові.
У вересні 2022 року вулкан знову почав вивергатися. Виверження почалися 10 вересня, і до 17 вересня утворився острів площею 6 акрів (2,4 га) і висотою 10 метрів (33 фути) над рівнем моря. 20 вересня Геологічна служба Тонги попередила про попіл заввишки 3 кілометри (1,9 милі), який дрейфує до 50 кілометрів (31 милі) на північ і 70 кілометрів (43 милі) на схід. 23 вересня 2022 року повідомлялося, що розмір острова зріс до 8 акрів (3,2 га), а наступного дня він становив 8,6 акрів (3,5 га). 25 вересня острів мав висоту 15 метрів (49 футів) над рівнем моря. До 3 жовтня вона зросла до 15 акрів (6,1 га). Виверження завершилося 17 жовтня. 23 вересня 2023 року супутники помітили джерела тепла та шлейф вулканічного газу, що виходить з острова. Станом на 1 жовтня 2023 року виверження все ще тривало і, ймовірно, продовжуватиметься та розширюватиме острів.